# Richie Laryea
Richmond Mamah Laryea (/læˈreɪjæ/ La-RAY-a; Ga: /ˈlɑːji/ LAH-yee; sinh ngày 7 tháng 1 năm 1995) là một cầu thủ bóng đá chuyên nghiệp người Canada chơi ở vị trí hậu vệ hoặc tiền vệ cho câu lạc bộ Toronto FC tại Major League Soccer theo dạng cho mượn từ Nottingham Forest. Anh thi đấu cho đội tuyển quốc gia Canada.

## Thống kê sự nghiệp

### Câu lạc bộ
Tính đến match played June 10, 2023
| Club              | Season       | League              | League | League | Playoffs | Playoffs | National Cup | National Cup | Continental | Continental | Other | Other | Total | Total |
| Club              | Season       | Division            | Apps   | Goals  | Apps     | Goals    | Apps         | Goals        | Apps        | Goals       | Apps  | Goals | Apps  | Goals |
| ----------------- | ------------ | ------------------- | ------ | ------ | -------- | -------- | ------------ | ------------ | ----------- | ----------- | ----- | ----- | ----- | ----- |
| Sigma FC          | 2015         | League1 Ontario     | 9      | 5      | —        | —        | —            | —            | —           | —           | 3     | 2     | 12    | 7     |
| Orlando City B    | 2016         | USL                 | 23     | 0      | 0        | 0        | –            | –            | —           | —           | —     | —     | 23    | 0     |
| Orlando City B    | 2017         | USL                 | 12     | 3      | —        | —        | —            | —            | —           | —           | —     | —     | 12    | 3     |
| Orlando City B    | Total        | Total               | 35     | 3      | 0        | 0        | —            | —            | —           | —           | —     | —     | 35    | 3     |
| Orlando City      | 2017         | Major League Soccer | 12     | 0      | —        | —        | 0            | 0            | —           | —           | —     | —     | 12    | 0     |
| Orlando City      | 2018         | Major League Soccer | 9      | 0      | —        | —        | 0            | 0            | —           | —           | —     | —     | 9     | 0     |
| Orlando City      | Total        | Total               | 21     | 0      | —        | —        | 0            | 0            | —           | —           | —     | —     | 21    | 0     |
| Toronto FC        | 2019         | Major League Soccer | 20     | 1      | 4        | 1        | 4            | 0            | —           | —           | —     | —     | 28    | 2     |
| Toronto FC        | 2020         | Major League Soccer | 20     | 4      | 1        | 0        | —            | —            | —           | —           | 1     | 0     | 22    | 4     |
| Toronto FC        | 2021         | Major League Soccer | 27     | 3      | —        | —        | 3            | 0            | 3           | 0           | —     | —     | 33    | 3     |
| Toronto FC        | Total        | Total               | 67     | 8      | 5        | 1        | 7            | 0            | 3           | 0           | 1     | 0     | 83    | 9     |
| Nottingham Forest | 2021–22      | Championship        | 5      | 0      | —        | —        | 0            | 0            | —           | —           | 0     | 0     | 5     | 0     |
| Toronto FC (loan) | 2022         | Major League Soccer | 10     | 0      | —        | —        | 0            | 0            | —           | —           | —     | —     | 10    | 0     |
| Toronto FC (loan) | 2023         | Major League Soccer | 17     | 2      | 0        | 0        | 1            | 0            | —           | —           | 0     | 0     | 18    | 2     |
| Toronto FC (loan) | Total        | Total               | 27     | 2      | 0        | 0        | 1            | 0            | 0           | 0           | 0     | 0     | 28    | 2     |
| Career total      | Career total | Career total        | 164    | 18     | 5        | 1        | 8            | 0            | 3           | 0           | 4     | 2     | 184   | 21    |

1. ↑  Appearances in League1 Ontario League Cup
2. ↑  Includes two appearances and one goal in the MLS is Back Tournament group stage
3. ↑  One appearance in MLS is Back Tournament knockout stage
4. ↑  Appearances in CONCACAF Champions League

### Quốc tế
Tính đến 9 tháng 7 năm 2023
| Đội tuyển quốc gia | Năm  | Trận | Bàn |
| ------------------ | ---- | ---- | --- |
| Canada             | 2019 | 4    | 0   |
| Canada             | 2020 | 2    | 0   |
| Canada             | 2021 | 16   | 1   |
| Canada             | 2022 | 15   | 0   |
| Canada             | 2023 | 8    | 0   |
| Tổng               | Tổng | 45   | 1   |

#### Bàn thắng quốc tế
Tính đến ngày 25 tháng 3 năm 2021.
| # | Ngày                | Địa điểm                               | Số trận | Đối thủ | Bàn thắng | Kết quả | Giải đấu                      |
| - | ------------------- | -------------------------------------- | ------- | ------- | --------- | ------- | ----------------------------- |
| 1 | 25 tháng 3 năm 2021 | Sân vận động Exploria, Orlando, Hoa Kỳ | 7       | Bermuda | 3–0       | 5–1     | Vòng loại FIFA World Cup 2022 |